# Ханиотис, Ангелос
Ангелос Ханиотис ( греч. Άγγελος Χανιώτης; род. 8 ноября 1959, Афины) — греческо-американский историк-антиковед, известный своими  исследованиями в области культурной, религиозной, правовой и экономической истории эллинистического периода и римского Востока. Его исследовательские интересы также включают историю Крита и греческую эпиграфику. Доктор, профессор Школы исторических исследований Института перспективных исследований в Принстоне. Член Американского философского общества (2023). Лауреат Госпремии по литературе Греции.
Является членом Немецкого археологического института и редактором журнала классических исследований Mnemosyne.

## Биография
Получил степень бакалавра в Университете Афин в 1982 году;  докторскую степень — в Гейдельбергском университете в 1984 году и хабилитацию в том же университете в 1992 году. Был приглашенным профессором в Нью-Йоркском университете в 1993–1998 годах. В 2006–2010 гг.  — приглашенным профессором и старшим научным сотрудником в колледже Олл Соулз в Оксфорде. С 1987 по 2006 год преподавал в Гейдельбергском университете и был заведующим кафедрой древней истории там же с 1998 по 2006 год. В 2008 году был принят в качестве профессора древней истории и классики в Школу исторических исследований в Институте перспективных исследований (Institute for Advanced Study).

## Награды
В 2000 году власти земли Баден-Вюртемберг (Германия) присудили Ханиотису  Государственную исследовательскую премию. В 2001 году фонд Александра фон Гумбольдта присудил Ханиотису премию имени Аннелизе Майер за «Фундаментальные исследования». В 2014 году правительство Греции наградило Ханиотиса Командорским крестом ордена Феникса.

## Труды
- War in the Hellenistic World : a Social and Cultural History, Malden, MA : Oxford (Eng.): Blackwell 2005, ISBN 0631226087
- Die Verträge zwischen kretischen Poleis in der hellenistischen Zeit, Stuttgart : Steiner, 1996, ISBN 3515068279
- Das antike Kreta, München : Beck, 2004, ISBN 3406508502
- From Minoan farmers to Roman traders : sidelights on the economy of ancient Crete, Stuttgart : F. Steiner, 1999, ISBN 3515076212
- Historie und Historiker in den griechischen Inschriften : epigraphische Beiträge zur griechischen Historiographie, Steiner, Stuttgart, 1988, ISBN 3515049460
- Heidelberger Althistorische posts and Epigraphic Studies. Vol. 24, Steiner, Stuttgart 1996, ISBN 3515068279

На русском
- Ханиотис А. Война в эллинистическом мире: Социальная и культурная история / пер. с англ. А. В. Махлаюка ; науч. ред. О. Л. Габелко. — СПб.: Нестор-История, 2013. — 432 с. — (Historia Militaris). — ISBN 978-5-90598-794-6.
- Ангелос Ханиотис. Эпоха завоеваний. Греческий мир от Александра до Адриана (336 г. до н.э. — 138 г. н.э.). — М.: Альпина нон-фикшн, 2020. — 680 с. — ISBN 978-5-00139-211-8.

Отредактированные книги
- Unveiling emotions. Vol. I: Sources and methods for the study of emotions in the Greek world, Stuttgart : F. Steiner, 2012, ISBN 9783515102261
- Unveiling emotions. Vol. II: Sources and methods for the studEmotions in Greece and Rome: texts, images, material culture, Stuttgart : F. Steiner, 2012, ISBN 9783515106375